# 于匡
于匡（?—?），司隷弘農郡析县（今河南省西峡县）人，中国新朝到东汉初期的武将。新末群雄之一，打倒王莽的重要人物。

## 生平
| 姓名           | 于匡                                     |
| 時代           | 新朝 - 东汉時代                          |
| 生没年         | 〔不詳〕                                 |
| 字・別号       | 〔不詳〕                                 |
| 本貫・出身地等 | 司隷弘農郡析县                           |
| 職官           | 輔漢右将軍〔自称〕→輔漢将軍〔更始→东汉〕 |
| 爵位・号等     | -                                        |
| 陣营・所属等   | 〔独立勢力〕→更始帝→光武帝               |
| 家族・一族     | 〔不詳〕                                 |

地皇四年（23年）秋，得知更始帝劉玄即位，于匡和同乡邓晔共一百余人南乡举兵。
析县宰率数千人守備武关，于匡和鄧曄对他说：“刘帝已立，君何不知命也！”。析县宰于是归降，鄧曄自称輔漢左将軍，于匡自称輔漢右将軍。鄧曄、于匡相继攻下弘農郡析县、丹水县，攻打武关，都尉朱萌归降，杀右队大夫宋綱，奪取弘農郡湖县。
王莽任命郭钦、王况等九人为将軍，号「九虎将軍」討伐鄧曄、于匡，九虎将軍率軍守備弘農郡華陰县回谿要衝。于匡率数千射手从正面挑战九虎将軍大軍。同时，鄧曄从弘農郡湖县閔乡出南方棗街、作姑，突破九虎将軍的防衛線，迂回到北部，从後背突击九虎将軍陣营。鄧曄、于匡于是大破九虎将軍的军队。
同時，更始帝派遣西屏大将軍申屠建、丞相司直李松、赵萌攻打常安，鄧曄、于匡開武关，迎入申屠建的大軍，于是联合進軍常安。常安攻克，王莽被杀，新朝滅亡。
此後，鄧曄被更始帝任命为復漢将軍、于匡吧更始帝任命为輔漢将軍。建武二年（26年）正月，鄧曄、于匡投降汉光武帝劉秀。光武帝复二人官爵。
建武三年（27年）四月，漢軍冯异在右扶風上林苑击破延岑，延岑敗走，馮異派遣鄧曄、于匡从析县迎击追击延岑。鄧曄、于匡大勝，延岑部将蘇臣以下八千余人归降。建武四年（28年）春，鄧曄、于匡在右将軍邓禹指揮下，於南陽郡鄧县、武当县再战延岑，再次破敌。
以後，于匡之名史書不载。